# そよ風のキッス
「そよ風のキッス」（原題：A Summer Song）は、イギリスのデュオ、チャド&ジェレミーが1964年に発表した楽曲。発売時の正式な邦題は「そよ風のキッス～サマー・ソング」。

## 概要
作詞作曲はチャド・スチュワート、クライヴ・メトカーフ、キース・ノーブル。メトカーフはチャド・スチュワートの友人で、やはり同じようにノーブルと二人組で音楽活動を行っていた。ロンドンにあるスチュワートのアパートで3人で書き上げられ、その時はこの歌がヒットするとは考えもしなかったという。
1964年6月にロンドンのCTSスタジオで録音された。プロデューサーはシェル・タルミー。オーケストラの指揮はジョニー・スペンス。B面は「冷たいジョニー（No Tears For Johnnie）」。
同年10月17日から10月24日にかけてビルボード・Hot 100で2週連続7位を記録した。ビルボードのイージーリスニング・チャートにおいては2位、カナダのRPM 100は7位を記録した。

## カバー・バージョン
- レターメン - 1965年のアルバム『The Hit Sounds of the Lettermen』に収録。
- スキータ・デイヴィス - 1966年のアルバム『Singin' in the Summer Sun』に収録。
- ジョー・パス - 1966年のアルバム『A Sign of the Times』に収録。